# Glenea bimaculalithorax
Glenea bimaculalithorax é uma espécie de escaravelho da família Cerambycidae.